# レオ・ライオンズ (バスケットボール)
レオ・ライオンズ（Leo Lyons、1987年5月24日 - ）は、アメリカ合衆国のプロバスケットボール選手。カンザス州トピカ出身。ポジションはパワーフォワード。

## 高校
カンザスシティーのパイパー高校において、ライオンズは1試合平均18得点、10リバウンドの記録を残し、全米のセカンドチームに選出された。その後ライオンズはバージニアビーチのコスタル・クリスチャンアカデミーに移り、21得点8リバウンドを挙げた。
| 氏名                | 出身                                                         | 高校 / 大学               | 身長               | 体重           | コミット日    |
| ------------------- | ------------------------------------------------------------ | ------------------------- | ------------------ | -------------- | ------------- |
| レオ・ライオンズ PF | トピカ                                                       | Coastal Christian Academy | 6 ft 8 in (2.03 m) | 200 lb (91 kg) | 2007年8月20日 |
| レオ・ライオンズ PF | リクルート スターレーティング: Scout: Rivals: 247Sports: N/A |                           |                    |                |               |

## 大学
ミズーリ大学コロンビア校に進学したライオンズは3年次に1試合平均13.1得点、5.7リバウンドを挙げ、ビッグ12カンファレンスのオール・インプルーブド・チームに選出された。4年次には平均14.6得点、6.1リバウンドの成績を残し、カンファレンスのサードチームに選ばれた。

## プロ選手
2009年のNBAドラフトで指名を受けなかったライオンズは、2009-2010シーズンをイスラエルのチームで過ごした。ハポエル・エルサレムBCでは37試合に出場し、1試合平均18分の出場時間で、同7得点、1アシストの成績だった。2010-11シーズンの前半はイスラエルのハポエル・ギルボア・ガリルで11試合に出場し、1試合平均の出場時間15分、同5得点だった。
その後ライオンズは2011年1月、オースティン・トロスと契約した。オースティンでは27試合に出場し、1試合平均14.9得点、6リバウンドだった。
2011年10月20日、2011年パンアメリカン競技大会のアメリカ代表に選出された 。
2011-12シーズン、ライオンズはトロスで26試合に出場し、1試合平均16.2得点、8.9リバウンドを挙げた。2012年3月6日、ライオンズはダコタ・ウィザーズにトレードされた。
2012-13シーズンはウクライナのブディベルニク・キエフBCに所属し、ユーロカップの16試合で平均14.6得点、7.3リバウンドだった。
2013年8月、ライオンズはターキッシュ・バスケットボール・リーグのプナル・カルシュヤカと契約した。
2014年1月にはカルシュヤカを退団しニジニ・ノヴゴロドBCと契約した。2014年5月6日、ニジニ・ノヴゴロドを離れた。
2017年2月28日、ライオンズはBリーグの秋田ノーザンハピネッツと契約した。シーズン終盤に加入したライオンズはレギュラーシーズン18試合に出場し、1試合平均15.8得点、リバウンド7.3の記録を残した。
2017-18シーズンも秋田と契約することが発表されていたが、7月31日、現役を引退することが発表された。
その後11月29日、ライオンズは千葉ジェッツふなばしと選手契約を結び、現役復帰した。
千葉は所属していた外国籍選手トニー・ガフニーとの契約を解除していた。
2018年8月、富山グラウジーズと契約。

## 参考資料
1. 1 2 3 4  “Player Bio: Leo Lyons”. 2012年3月19日閲覧。
2. ↑  “Phillips 66 All-Big 12 Men's Basketball Awards Announced”.   Big12Sports.com. 2012年3月19日閲覧。
3. ↑  Schroeder, Scott (2011年1月6日). “Spurs-Owned Austin Toros Acquire 2010 NCAA Leading Scorer Aubrey Coleman”.   AOL News. 2012年9月10日時点のオリジナルよりアーカイブ。2011年4月1日閲覧。
4. ↑  “USA Men's Pan American Games Team Named”.   USA Basketball. 2012年3月19日閲覧。[リンク切れ]
5. ↑  “Leo Lyons Playerfile”.   NBA.com. 2014年1月7日時点のオリジナルよりアーカイブ。2012年3月19日閲覧。
6. ↑  “Wizards Acquire Leo Lyons”.   NBA.com. 2012年9月4日時点のオリジナルよりアーカイブ。2012年3月19日閲覧。
7. ↑  “Karsiyaka lands Leo Lyons, ex Budivelnyk”.   Eurobasket.com. 2013年8月18日閲覧。
8. ↑  “Leo Lyons agreed to terms with Nizhny Novgorod”. Sportando.net. (2014年1月28日) 2014年3月1日閲覧。
9. ↑   (ロシア語)nn-basket.ru. (2014年5月6日). http://www.nn-basket.ru/news/detail.php?ID=18724+2014年5月9日閲覧。
10. ↑  『選手契約合意のお知らせ』（プレスリリース）秋田ノーザンハピネッツ、2017年2月28日。2017年3月1日閲覧。
11. ↑  “契約合意から一転、秋田のライオンズが「個人的な理由」で引退を決断”.   フロムワン (2017年7月31日). 2017年8月1日閲覧。
12. ↑  『レオ・ライオンズ選手 現役引退に伴う契約解除のお知らせ』（プレスリリース）秋田ノーザンハピネッツ、2017年7月31日。2017年7月31日閲覧。
13. ↑  2017-18シーズン レオ・ライオンズ選手 契約基本合意のお知らせ 公式サイト 2017年11月29日
14. ↑  “千葉ジェッツ、トニー・ガフニーに代わる外国籍選手としてレオ・ライオンズと契約”. バスケットカウント.   ティーアンドエス (2017年11月29日). 2017年11月30日閲覧。
15. ↑  レオ・ライオンズ 選手 契約基本合意のお知らせ 公式サイト 2018年8月6日